# Ekonomiåret 1930

## Händelser
- 31 maj - Den svenska riksdagen avslår regeringens förslag om höjning av spannmålstullarna.
- AB Kreuger & Toll redovisar för 1929 en nettovinst av 29.118.841 kr, mot 19.853.870 föregående år. Utdelningen föreslås till 30 procent.
- Den svenske socialdemokraten Ernst Wigforss lanserar i en riksdagsmotion keynesianismen som ekonomisk teori för krisbekämpning.
- Panic of 1930

## Bildade företag
- Unilever[1]

## Födda
- 11 april – Nicholas F. Brady, amerikansk republikansk politiker, USA:s finansminister 1988-1993.

## Avlidna
- 19 januari – Frank P. Ramsey, 26, brittisk matematiker, filosof och ekonom.
- 9 februari – Richard With, 82, norsk affärsman och politiker, känd som Hurtigrutens fader.
- 11 mars – Silvio Gesell, 67, tysk anarkist och ekonom.
- 30 september – Eduard Polón, 69, finländsk industrialist och politiker.
- 30 oktober – Sakichi Toyoda, 63, japansk industrialist.
- 3 december – Václav Laurin, 65, tjeckisk entreprenör.